# Leon Best
Pour les articles homonymes, voir Best.
Leon Julian Best, né le 19 septembre 1986, est un joueur irlandais de football. Il joue pour Charlton Athletic. 
Il est également international irlandais.

## Biographie
En 2012, il signe pour quatre saisons au Blackburn Rovers. Le transfert est évalué à 3,8 M€.
Le 4 août 2014 il est prêté à Derby County.
Le 16 novembre 2015, il rejoint Rotherham United.
Le 30 août 2016 il rejoint Ipswich Town.
Le 28 novembre 2017, il rejoint Charlton Athletic.

## Palmarès
- Newcastle United
  - Championship
    - Vainqueur : 2010